# Сражение при Маг Фемене

Ирландия в середине IX — начале XI века

Сражение при Маг Фемене (др.‑ирл. Cath Mag Femen) — состоявшееся 22 августа 917 года вблизи селения Маг Фемен (около современного Клонмела) сражение между войском викингов во главе с Рагналлом Уа Имаром и армией Верховного короля Ирландии Ниалла Глундуба, во время которого ни одна из сторон не смогла одержать решающей победы.

## Исторические источники
О сражении при Маг Фемене и связанных с ним событиях сообщается в нескольких ирландских анналах: в «Анналах Ульстера», «Анналах Клонмакнойса», «Анналах четырёх мастеров», «Хронике скоттов» и трактате «Война ирландцев с чужеземцами».

## Предыстория
На рубеже IX—X веков ирландцы одержали над викингами и норвежцо-гэлами несколько крупных побед. В том числе, в 902 году король Лейнстера Кербалл мак Муйрекайн и король Бреги Маэл Финниа мак Фланнакайн захватили Дублин. Этим был положен конец существованию здесь королевства викингов. Бо́льшая часть дублинских скандинавов во главе с их королём Иваром II была изгнана из Ирландии.
Однако в середине 910-х годов нападения викингов на Ирландию снова активизировались: в 914 году ими был захвачен Уотерфорд, а в 915 году — Корк и Лимерик. В 917 году к острову из Британии прибыл новый большой флот скандинавов, возглавлявшийся Рагналлом Уа Имаром и Ситриком Слепым, близкими родственниками короля Ивара II. На подходе к Ирландии викинги разделились: часть их под командованием Рагналла высадилась в Уотерфорде и двинувшись оттуда в Мунстер попыталась овладеть Эмли, а викинги во главе с Ситриком высадились вблизи северной границы Лейнстера и начали разорять это королевство. Против скандинавов с собранной в Миде армией выступил Верховный король Ирландии Ниалл Глундуб. Вероятно, он намеревался разбить оба войска викингов поодиночке, нанеся первый удар по скандинавам Рагналла Уа Имара.

## Сражение
Ирландцы и викинги встретились вблизи селения Маг Фемен (около современного Клонмела), где оба войска на небольшом расстоянии друг от друга построили укреплённые лагеря. Около девяти часов утра 22 августа 917 года неожиданно для скандинавов воины Ниалла Глундуба атаковали большой отряд викингов Рагналла Уа Имара, направлявшийся для грабежа окрестных селений. По свидетельству анналов, в схватке ирландцы убили около ста викингов и почти уже обратили своих врагов в бегство, когда из лагеря на поле боя подошли основные силы скандинавов. Полученная помощь позволила викингам обратить ход сражения в свою пользу. Понёсшие большие потери воины Верховного короля с наступлением темноты были вынуждены отступить в свой лагерь. Однако попытка викингов взять лагерь ирландцев штурмом окончилась неудачей. После этого скандинавы возвратились на свою стоянку.

## Последствия
В течение двадцати дней ирландцы и викинги оставались в своих лагерях, не предпринимая попыток напасть друг на друга. Вероятно, понимая, что силы обеих войск приблизительно равны, Ниалл Глундуб и Рагналл Уа Имар ждали подхода подкреплений. Первый из них надеялся на помощь короля Лейнстера Аугайре мак Айлеллы, второй — Ситрика Слепого. Однако в сентябре Верховный король получил известие о сражении при Кенн Фуайте, в котором лейнстерцы потерпели сокрушительное поражение. Опасаясь, что после этого Рагналл и Ситрик могут совместно напасть на его войско, Ниалл Глундуб спешно покинул лагерь и возвратился в Миде.